# Сверловка Ланкастера
Сверловка Ланкастера — разновидность овально-винтовальной сверловки канала ствола гладкоствольного оружия, при которой в стволе есть всего два широких нареза, края которых постепенно переходят в поля, и из-за этого канал ствола визуально кажется не круглым, а овальным. При этом «овал» вдоль ствола проходит не прямо, а воспроизводит определённое число витков по аналогии с нарезами. В таком стволе пуля приобретает момент вращения, что значительно повышает кучность и точность стрельбы.
Отсутствие у ствола рельефного поперечного сечения, типичного для нарезного оружия даёт несколько существенных преимуществ:
1. Лёгкость ухода за стволом оружия, который длительное время не засвинцовывается, быстро чистится, требует минимум внимания и значительное время сохраняет преимущества первоначального боя.
2. Сохранение хороших показателей боя дробью при великолепной точности боя пулей.
3. Общая гладкость канала ствола способствует прочности стенок ствола, а отсюда — снижению общей массы оружия.
4. Отсутствие в стволе рельефных очертаний приводит к уменьшению сил трения и увеличению начальной скорости пули.
5. Кроме всего вышесказанного, ввиду отсутствия на боковых частях пули следов нарезов, начальный вращательный момент импульса пули лучше сохраняется в полёте, что положительно сказывается на кучности.

## История
В 1850 году идея овально-винтовальной сверловки была воплощена в металле британским оружейником Чарльзом Ланкастером и позднее получила его имя. Первоначальный вариант конструкции был запатентован в Соединённом Королевстве под номером № 13161 от 1850 года, на следующий год был также получен патент на производственное оборудование. В целях популяризации и дальнейшего развития данной технологии была создана экспериментальная модель в виде 68-фунтового артиллерийского орудия с овально-винтовальной сверловкой ствольного канала. Испытания данной системы прошли в Королевском арсенале в Вулвиче и вызвали рост интереса к системам с овально-эллиптическим сечением ствола. После ряда усовершенствований и модификаций Ч. Ланкастером был получен патент на окончательный вариант сверловки в 1867 году.
Есть также сведения об использовании подобной сверловки в начале XIX века английским оружейником Контринером.
Попытки использовать такую сверловку в гладкоствольных калибрах показали, что такие стволы дают широкую осыпь, и поразить дичь из них дробью можно только на самых близких расстояниях, и к началу XX века она была вытеснена сверловкой «Парадокс» и традиционной формой нарезов. Однако в XXI веке Ижевский Механический Завод нашёл лазейку в российском законодательстве и сертифицировал версию ружья MP-27 с таким по сути нарезным стволом как гладкоствольное, чем вызвал всплеск интереса к технологии.

## Юридические особенности
Оружейное законодательство России по состоянию до 29 июня 2022 года относило оружие, использующее сверловку Ланкастера, к гладкоствольному де-юре, для владения которым достаточно иметь только лицензию без стажа, необходимого для владения нарезным оружием.
После массового убийства в казанской гимназии № 175 в мае 2021 года президент России Владимир Путин поручил ужесточить правила оборота гражданского оружия. В предложенных поправках к закону об оружии от июня 2021 года, гладкоствольные ружья со сверловкой ствола «Ланкастер» и «Парадокс» приравниваются к нарезным. Эти поправки были приняты (гладкоствольным теперь считается только оружие с гладкой и ровной внутренней поверхностью по всей длине ствола), и 29 июня 2022 года вступили в силу.